# 柳家小満ん
柳家 小満ん（やなぎや こまん）は、芸人の名跡。当代は落語家で、三代目を名乗る。

## 代外
- 菅の家小まん - 不明。
- つるが小まん - 後の2代目鶴賀鶴賀斎。

## 初代
いずれを初代とするか不明だが、飯泉真寿美の小満ん（後述）を2代目とし、以降代数を重ねる。
- 柳家小まん（1856年3月 - 没年不詳） - 元芸者。1880年代前後から寄席に清元節で出演、1910年代初期まで確認できる。本名：金沢 まん。
- 柳家小まん - 後の三遊亭桃生。
- 柳家小まん - 後の歌沢寅小満。音曲師。本項にて記述。

### 歌沢寅小満
柳家 小まん（やなぎや こまん）、のちの歌沢 寅小満（うたざわ とらこま、1873年1月 - 没年不詳）は、音曲師。本名：梅村 わか。

#### 略歴・人物
古今亭今坂（梅村竹次郎）の娘。2代目富士松ぎん蝶の門で小ぎん。2代目古今亭今輔の門で小今を名乗る。のちに柳家枝女寿に改名。1895年3月に3代目柳家小さん門で柳家小春。1897年頃に柳家小三代を名乗る。1902年に柳家小まんとなる。
大正期にうた沢の寅派に入り、歌沢寅小満（歌澤寅小満）を名乗った。没年は昭和初期頃と推測される。

#### 芸風
常盤津から清元まで幅広い芸風であった。

## 2代目
二代目 柳家 小満ん（にだいめ やなぎや こまん、1892年9月2日 - 1972年6月29日）は、元落語家、百面相の芸人。本名：飯泉 真寿美。

### 略歴・人物
最初は天狗連に属し、浜九里を名乗った。1910年代に二代目三遊亭圓遊に入門し、三遊亭遊喬の名を与えられる。それ以降十数年にわたり旅巡業を続けた。結婚し子供が生まれたため東京に戻り、四代目蝶花楼馬楽（のちの四代目柳家小さん）の門下に転じ、蝶花楼花蝶と改名。1934年（昭和9年）11月に柳家小満んとなる。
目が悪く、ほとんど見えなかったというが、なぜか実在人物の特徴をつかんで真似るのが得意だった。1955年ごろまで高座に出たが、目が一段と悪くなり引退した。
四代目柳家小せんは実子。

## 3代目
三代目 柳家 小満ん（やなぎや こまん、1942年2月17日 - ）は、落語協会所属の落語家。本名：栗原 理。出囃子は『酔猩々』。

### 経歴
神奈川県横浜市生まれ。横浜市立金沢高等学校卒業、東京農工大学繊維工学部中退。
1961年5月、八代目桂文楽に入門し、桂小勇を名乗る。1965年3月、二ツ目に昇進。1971年12月、師匠文楽の死去に伴い、五代目柳家小さん一門に移籍。
1975年9月、真打昇進で三代目柳家小満ん襲名。

### 活動
1969年に本牧亭で「桂小勇の会」としてスタートした独演会「柳家小満んの会」は、2019年11月に300回、満50年を迎えている。
文字で記録し、ワープロで出力した自身の落語を2015年から「てきすと」と名づけた書籍として自費出版し、一般に通信販売している。
2016年までに発行された「てきすと」17巻から入船亭扇辰と柳家喬太郎がそれぞれ演目を複数選び、その中から小満んが噺を語る落語会「柳家小満んを扇辰・喬太郎がふたり占め」が2016年8月17日、イイノホールで開催された（主催：らくご＠座）。

### 芸歴
- 1961年5月 - 八代目桂文楽に入門、前座名「桂小勇」。
- 1965年3月 - 二ツ目昇進。
- 1971年12月 - 文楽死去、五代目柳家小さん門下へ移籍。
- 1975年9月 - 真打昇進、「三代目柳家小満ん」を襲名。

### 受賞歴
- 1973年 - 第2回NHK新人落語コンクール最優秀賞（『出来心』）

### 演目

#### 古典
- あくび指南
- 麻のれん
- 明烏
- 按摩の炬燵
- 井戸の茶碗
- 居残り佐平次
- 鴬宿梅
- 御神酒徳利
- 笠碁
- 鰍沢
- 厳流島
- 紺屋高尾
- 小言幸兵衛
- 子別れ（通し）
- 三十石
- 三方一両損
- 三人息子
- 三枚起請
- 蜆売り
- 芝浜
- 松枝宿
- 大仏餅
- 大名房五郎
- 鉄拐
- 富久
- 中村仲蔵
- 長屋の花見
- 寝床
- 味噌蔵
- 花見心中
- 花見の仇討
- 文七元結
- 盆々唄
- 宮戸川
- 名月若松城
- 妾馬
- 柳田格之進
- 雪とん
- 湯屋番
- らくだ
- 和歌三神

#### 新作
- あちたりこちたり
- 男の花道
- 忍三重
- 名人昆寛[注 1]
- サタン,サタンⅡ,サタンⅢ,サタンⅣ [注 2]

### メディア

#### 著書
- 『落語とおんな 女性男議』（サンケイ出版 1981年）
- 『さんずいをつけて繰り出す』（北越出版 1988年）
- 『信号待ちで気が変わり』（北越出版 1992年）
- 『わが師、桂文楽』（平凡社 1996年）
  - 『べけんや わが師、桂文楽』 (河出文庫 2005年）
- 『江戸東京落語散歩 噺の細道を歩く』（河出書房新社 2009年）
- 『柳家小満ん『塩原多助一代記』を読み解く 落語で愉しむ江戸の暮らし』（光文社知恵の森文庫 2013年）
- 『小満んのご馳走 酒・肴・人・噺』(東京かわら版新書 2015年)

#### CD
- 柳家小満ん―江戸景色―（ソニー・ミュージック）

### 弟子

#### 真打
- 柳家さん生
- 柳家一九